# جوی کاستیلو
جوی کاستیلو (انگلیسی: Joey Castillo؛ زادهٔ ۳۰ مارس ۱۹۶۶) طبل‌زن اهل ایالات متحده آمریکا است. وی از سال ۱۹۸۴ میلادی تاکنون مشغول فعالیت بوده است.